# بيرازميان
بيرازميان هي قرية في مقاطعة مشكين شهر، إيران. يقدر عدد سكانها بـ 178 نسمة بحسب إحصاء 2016.